# 袁赦
袁赦（2世纪—179年），东汉宦官。活跃于汉桓帝、汉灵帝时，官至中常侍。
159年，梁冀想收養贵人邓猛女，以繼續維持權貴外戚的地位，但梁冀認為邓猛女母亲「宣」一定會反對，於是企圖暗殺「宣」。「宣」的家和袁赦的家相邻，梁冀派遣的刺客爬上袁赦家的屋顶，准备跳入「宣」的家，被袁赦发觉。袁赦擂鼓聚集众人，通知「宣」。「宣」入宫报告汉桓帝，汉桓帝联合宦官中常侍单超、中常侍徐璜、黄门令具瑗、小黄门史左悺、小黄门史唐衡，诛梁冀，滅族。
太尉袁汤生有三个儿子：袁成、袁逢、袁隗。常侍袁赦认为袁逢、袁隗出身宰相之家，又和他是同宗，特别推崇袁汤一家，要结纳为自己的外援（袁成子袁绍，袁逢子袁术）。179年，阳球向汉灵帝当面弹劾王甫、段颎，以及中常侍淳于登、袁赦等人的罪恶。王甫父子全被活活打死。段颎也自杀。